# 哲学王
哲学王、哲人王、哲學家皇帝、「哲學之王」，是古希腊哲学家柏拉图在《理想国》中提出的一种统治者，他既爱智慧，又有智慧、可靠，并愿意过一种简朴的生活。他先把國家分成四個階層：商人和勞動者、軍人和國家統治者。在此，國家統治者即是哲學王。然而，哲學王也不是隨便就可誕生，需要經過重重的培訓。

## 哲學王的培訓
首先把十歲以上的居民都送走，留下一批孩子由政府接管，這樣可保護他們免受父母習性的影響，隨後開始重重的特訓。柏拉圖認為，青年一開始會把辯論誤當作成批判的工具，不斷力圖駁倒對方，而不會尋求真理，因此不會讓青年過早接觸哲學。但亦有一輪艱辛的特訓。
把所有十歲以上的居民送到鄉下去，而把那些孩子接收過來，消除他們得自父母的習慣和品性，按照我們前面描述過的那些由這些統治者自己制定的習俗和法律培養他們。（柏拉圖《理想國》第七卷 541）

## 培訓過程
第一個十年，先讓學生學習體育，以儲存健康之本。但是若只有競技運動和體育活動，會使一個人過於著重單一面向，因此亦會加上音樂以作調和靈魂。然而，過量的音樂會使一個人成為「軟弱的戰士」，因此在十六歲時應停止個別音樂的學習。到達二十歲時便是第一次大測驗，每一項能力都可機會展現，但同時愚行亦無法隱而不宣，無法經過測驗的人則從事國家經濟的工作。如：農夫、工人、書記及商人。
通過測驗的人，則再接受十餘年的身心靈及品格上的測教育和訓練，隨後，他們便再接受第二次測驗。失敗的人則成為助手、行政助理及軍官。然而，被淘汰的人未必願意接受自己的命運，因此需要一個宗教來說服人們。
在我們的故事中，儘管所有人在這個城邦裡都是兄弟，但神在塑造那些適宜擔當統治重任的人時在他們摻了一些黃金，由於這個原因，他們是最珍貴的，神在那些助手身上摻了一些白銀，在農夫和其他手藝人身上摻了鐵和銅。（柏拉圖《理想國》第三卷 415B）
第二次測驗都通過的人，這時已三十歲，但仍未可成為哲學王。他們仍需再接受五年的訓練，以培養清晰的思維 - 形而上學和明智的統治 - 政治學。沒有了理念的訓練，只是一連串雜亂無章的思維。
達到三十五歲時，仍未可成為哲學王。因為以上都是理論的思維，還未經實踐。此時會讓學生進行十五年的實習，走入人群不斷接觸不同界別的人。
因為學了辯證法以後，你還得派他們下到地洞裡去，還要迫使他們指揮打仗或承擔其他適合年輕人的公務，這樣做的目的是使他們積累各種實際經驗。在這些公務中他們也要接受考驗，看他們能否在各種誘惑面前堅定不移，或者看他們會不會畏縮和出軌。（柏拉圖《理想國》第七卷 539E）
當達到五十歲時，已把學生們的學術虛榮心都消磨殆盡，並且能自力更新，亦已有一定的人生歷練。他們已具備傳統與經驗的知識，所有考驗經已通過，可以成為國家的統治者。在這他們的餘生中，大部份時間都會用於哲學研究。當輪到他們當值時，他們便會管理城邦的事務。

## 批評
哲學王的概念受到了哲学家卡尔·波普尔的批判，他认为柏拉图的这一概念，通过黑格尔和马克思，导致了极权主义统治者，如希特勒和斯大林的产生。威爾·杜蘭特認為，柏拉圖低估了一夫一妻制習俗的影響和力量，並假設了母親會同意讓自己的小孩被帶走、且接受以一種無情的方式扶養小孩。最重要的是，這種方式廢除了家庭。

## 參看
- 柏拉圖
- 哲學
- 柏拉圖主義
- 内圣外王
- 船喻